# Saint-Léonard-en-Beauce
Saint-Léonard-en-Beauce – miejscowość i gmina we Francji, w Regionie Centralnym, w departamencie Loir-et-Cher.
Według danych na rok 1990 gminę zamieszkiwały 522 osoby, a gęstość zaludnienia wynosiła 13 osób/km² (wśród 1842 gmin Regionu Centralnego Saint-Léonard-en-Beauce plasuje się na 666. miejscu pod względem liczby ludności, natomiast pod względem powierzchni na miejscu 171.).